# RMS Ascania
L'RMS Ascania fu un transatlantico in servizio con la Cunard Line. Fu varato il 20 dicembre 1923 presso il cantiere Armstrong Whitworth di Newcastle upon Tyne, quinto della serie dei sei transatlantici Cunard della classe "A". A causa dell'aumento dei prezzi non preventivato la nave non fu completata fino al maggio 1925.

## Servizio
Il suo viaggio inaugurale sulla rotta Londra-Southampton-Quebec-Montreal iniziò il 22 maggio 1925. Fu utilizzata su questa rotta, toccando Halifax e New York durante l'inverno, fino allo scoppio della seconda guerra mondiale. Nel luglio 1927 le cabine furono trasformate in seconda classe, classe turistica e terza classe e nel marzo 1039 ridotte a seconda e terza.  Nel dicembre 1934 l'Ascania salvò l'equipaggio della nave cargo SS Unsworth che stava affondando in mezzo all'Atlantico. L'Ascania stessa si trovò in pericolo il 2 luglio 1938 quando s'incaglio sul fiume San Lorenzo, vicino a Bic Island, nel Quebec. I suoi 400 passeggeri furono trasbordati sul cargo della Canadian Pacific Beaverford mentre l'equipaggio dell'Ascania rimase a bordo per spostare la nave, che fu riparata e tornò in servizio pochi mesi dopo.

### Seconda guerra mondiale
Il 24 agosto 1939 fu requisita per il servizio con la marina e convertita in un incrociatore ausiliario armato. Fu armata con  otto cannoni da 152 mm e due cannoni da 76 mm e divenne la HMS Ascania con numero di d'identificazione F68.  Navigò con la forza di scorta di Halifax e più tardi in quella del Nord Atlantico a protezione di convogli diretti in Europa. Dal novembre 1941 al settembre 1942 fu distaccata in Nuova Zelanda. Nell'ottobre 1942 ritornò nel Regno Unito e fu utilizzata come trasporto truppe. L'anno seguente fu modificata in nave da supporto allo sbarco anfibio e prese parte allo sbarco in Sicilia nel 1943, allo sbarco di Anzio e agli sbarchi nel sud della Francia nel 1944.

### Dopoguerra
L'Ascania fu restituita alla Cunard e restaurata, riprendendo il servizio passeggeri il 20 dicembre 1947 da Liverpool a Halifax. Nel 1949 subì importanti lavori di ammodernamento, che la portarono a dislocare 14 440 tons e ad avere 200 posti di prima classe e 500 in classe turistica. Ritornò in servizio il 21 aprile 1950 sulla rotta Liverpool-Quebec-Montreal. L'Ascania fu nuovamente usata come trasporto truppe durante la crisi del canale di Suez e fu radiata nel dicembre 1956.

## Resti
La campana dell'Ascania è conservata al Maritime Museum of the Atlantic ad Halifax, in Nuova Scozia. È collocata nella sezione di magazzino visitabile al secondo piano del museo. Un grosso modello sezionato della nave è esposto al Canadian Museum of Immigration presso il molo 21 a Montreal, vicino all'area d'attracco dove solitamente ormeggiava l'Ascania.